# 张云 (1950年)
张云（1950年—），男，安徽人，中华人民共和国政治人物、外交官。

## 生平
2004年，接替张九桓，担任中华人民共和国驻新加坡大使。2007年，由张小康接任。